# The World's Hardest Game 2
The World's Hardest Game 2 è un videogioco rompicapo sviluppato da Stephen Critoph e pubblicato nel 2008 per browser. In seguito ha ricevuto dei port per iOS e Android. È il sequel di The World's Hardest Game nonché secondo capitolo della serie.

## Modalità di gioco
Il gioco è quasi del tutto identico al precedente capitolo, The World's Hardest Game, rivelandosi più complesso e stimolante. La modalità è la stessa del primo episodio, cioè spostare un quadratino rosso per raccogliere le monete e arrivare alla fine di ogni livello senza toccare gli ostacoli di colore blu: toccando gli ostacoli si torna al punto di partenza e si dovrà ricominciare da capo. Il gioco diventa sempre più difficile con ciascuna delle 50 fasi previste.